# 리바 (보주)
리바(프랑스어: Rivaz)는 스위스 보주 라보-오롱구에 위치한 위치한 시정촌이다.

## 역사
리바는 1138년에 Ripa로 처음 언급되었다.

## 지리
리바의 면적은 2009년 기준으로 0.31㎡이다. 이 면적 중 0.21k㎡ (67.7%)가 농업 목적으로 사용되는 반면 0k㎡ (0.0%)는 산림이다. 나머지 토지 중 0.07k㎡ (22.6%)가 정착(건물 또는 도로), 0.02k㎡ (6.5%)가 강 또는 호수이다.
건설 면적 중 주택과 건물이 9.7%, 교통 기반 시설이 12.9%를 차지했다. 산림을 제외한 모든 산림면적은 울창한 산림으로 덮여 있다. 농경지 중 0.0%는 작물 재배에 사용되며, 67.7%는 과수원이나 포도나무 작물에 사용된다. 시정촌의 물 중 3.2%는 호수에, 3.2%는 강과 시내에 있다.
시정촌은 2006년 8월 31일에 해산될 때까지 라보구의 일부였으며, 리바는 새로운 라보-오롱구 일부가 되었다.
제네바 호수를 따라 있는 시정촌은 보주에서 가장 작다. 리바 마을과 살라즈 마을로 구성되어 있다.

## 인구통계

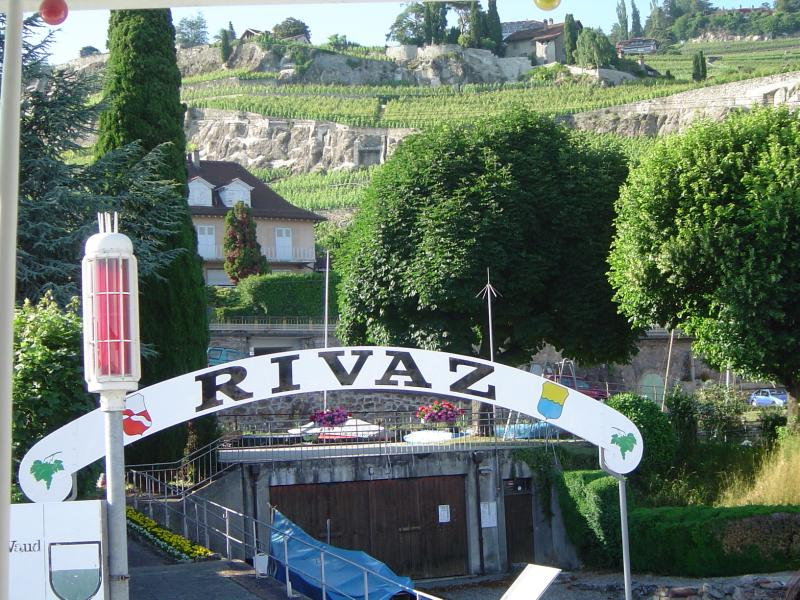
리바 관광 보트 선착장

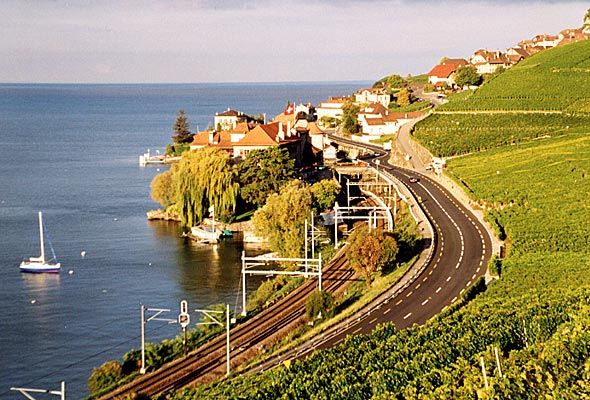
철도와 도로가 있는 리바 마을

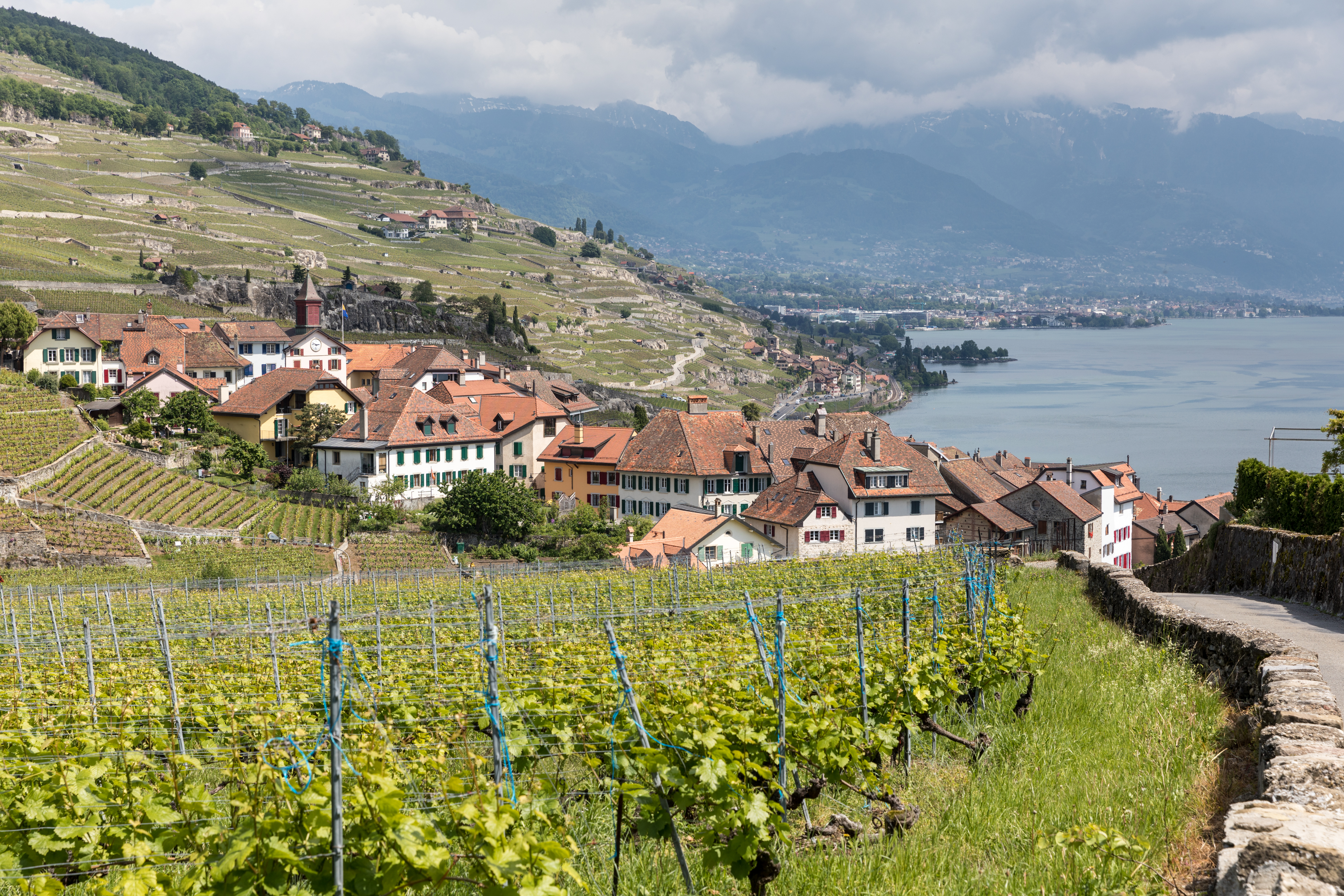
서쪽에서 리바 풍경

2020년 12월 기준, 리바의 인구는 337명이다. 2008년 기준으로 인구의 17.9%가 거주하는 외국인이다. 1999년부터 2009년까지 지난 10년 동안 인구는 7.9%의 비율로 변화했다. 이주로 인해 0.9%의 비율로, 출생 및 사망으로 인해 8.2%의 비율로 변경되었다.
2000년 기준, 인구 대부분인 265명(83.6%)이 프랑스어를 사용하며, 독일어가 18명(5.7%)으로 2위이고, 포르투갈어가 13명(4.1%)으로 3위이다. 이탈리아어를 할 줄 아는 사람이 10명 있다.
지자체의 인구 중 104명(32.8%)가 리바에서 태어나 2000년에 그곳에 살았다. 같은 주에서 태어난 108명(34.1%)가 있었고, 45명(14.2%)는 스위스 다른 곳에서 태어났고, 51명(16.1%) 스위스 밖에서 태어났다.
2008년에는 스위스 시민이 2명 출생했고, 스위스 시민이 2명 사망했다. 이민과 이주를 무시하면 스위스 시민의 인구는 그대로 유지되고, 외국인 인구는 그대로 유지된다. 스위스에서 이민 온 스위스 여성이 1명 있었다. 동시에 다른 나라에서 스위스로 이주한 2명의 비스위스 남성이 있었다. 2008년 전체 스위스 인구 변화(시 경계를 넘는 이동을 포함한 모든 출처에서)는 5명이 감소했으며, 비스위스계 인구는 그대로 유지되었다. 이것은 -1.4%의 인구 성장률을 나타낸다.
2009년 현재 리바의 연령 분포는 다음과 같다. 어린이 40명 또는 전체 인구의 11.3%가 0~9세, 10대 43명 또는 12.2%가 10~19세이다. 성인 인구 중 28명(인구의 7.9%)이 20~29세이다. 55명 또는 15.6%는 30~39세, 61명 또는 17.3%는 40~49세, 40명 또는 11.3%는 50~59세이다. 고령자 분포는 39명 또는 인구의 11.0%가 60세 미만이다. 69세는 32명(9.1%), 70~79세는 14명(4.0%), 80~89세는 4.0%, 90세 이상은 1명이다.
2000년 기준으로 시정촌에 미혼이거나, 독신인 사람은 126명이다. 기혼자 161명, 미망인은 15명, 이혼 15명이었다.
2000년 기준으로 시정촌의 개인 가구는 142세대로 가구당 평균 2.1명이다. 1인 가구는 54가구, 5인 이상 가구는 7가구였다. 총 148가구 중 1인 가구가 36.5%로 부모와 동거하는 성인 2가구였다. 나머지 가구 중 자녀가 없는 기혼 가구는 38가구, 자녀가 있는 기혼 가구는 41가구이며, 자녀가 있는 편부모는 5가구였다. 2가구는 혈연관계가 없는 사람들로, 6가구는 일종의 기관이나 다른 공동주택으로 구성되어 있었다.
2000년에는 총 91개의 주거용 건물 중 33개(전체의 36.3%)가 단독 주택이 있었다. 다가구주택은 27채(29.7%), 주거용으로 주로 사용되는 다목적동은 22채(24.2%), 기타 용도(상업·공업)는 9채(9.9%)로 구성됐다. 단독 주택 중 22채가 1919년 이전에 지어졌다. 가장 많은 다가구 주택(22채)이 1919년 이전에 지어졌고, 그 다음으로 많은 주택(2채)이 1971년에서 1980년 사이에 지어졌다.
2000년에는 시정촌에 166개의 아파트가 있었다. 가장 흔한 아파트 규모는 3개 방이 48개였다. 1인실 아파트가 7개, 5개 이상의 방이 있는 아파트가 44개였다. 이 중 상시 입주가 가능한 아파트는 135채(전체의 81.3%), 성수기 아파트는 22채(13.3%), 공실은 9채(5.4%)였다. 2009년 기준 신규주택 건설률은 인구 1,000명당 0세대였다. 2010년 시정촌 공실률은 0%였다.
역사적 인구는 다음 차트에 나와 있다.

## 국가중요문화재

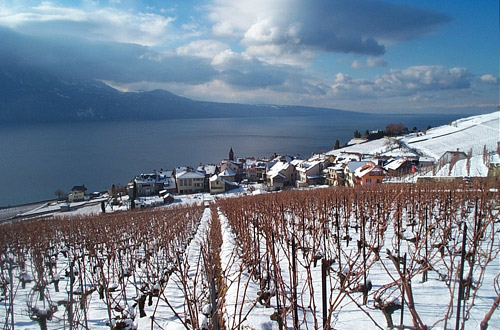
리바의 포도밭

지자체는 유네스코 세계 문화 유산의 일부인 라보 포도원 테라스는 국가적 중요성의 스위스 문화 유산으로도 등재되어 있다. 리바의 전체 마을은 스위스 유산 목록의 일부이다.

## 정치
2007년 연방 선거에서 가장 인기 있는 정당은 22.75%의 득표율을 기록한 FDP였다. 다음으로 가장 인기 있는 세 정당은 SP (20.08%), SVP (17.52%), 녹색당 (17.05%)이었다. 연방 선거는 총 144표가 투표율 62.3%를 기록했다.

## 경제

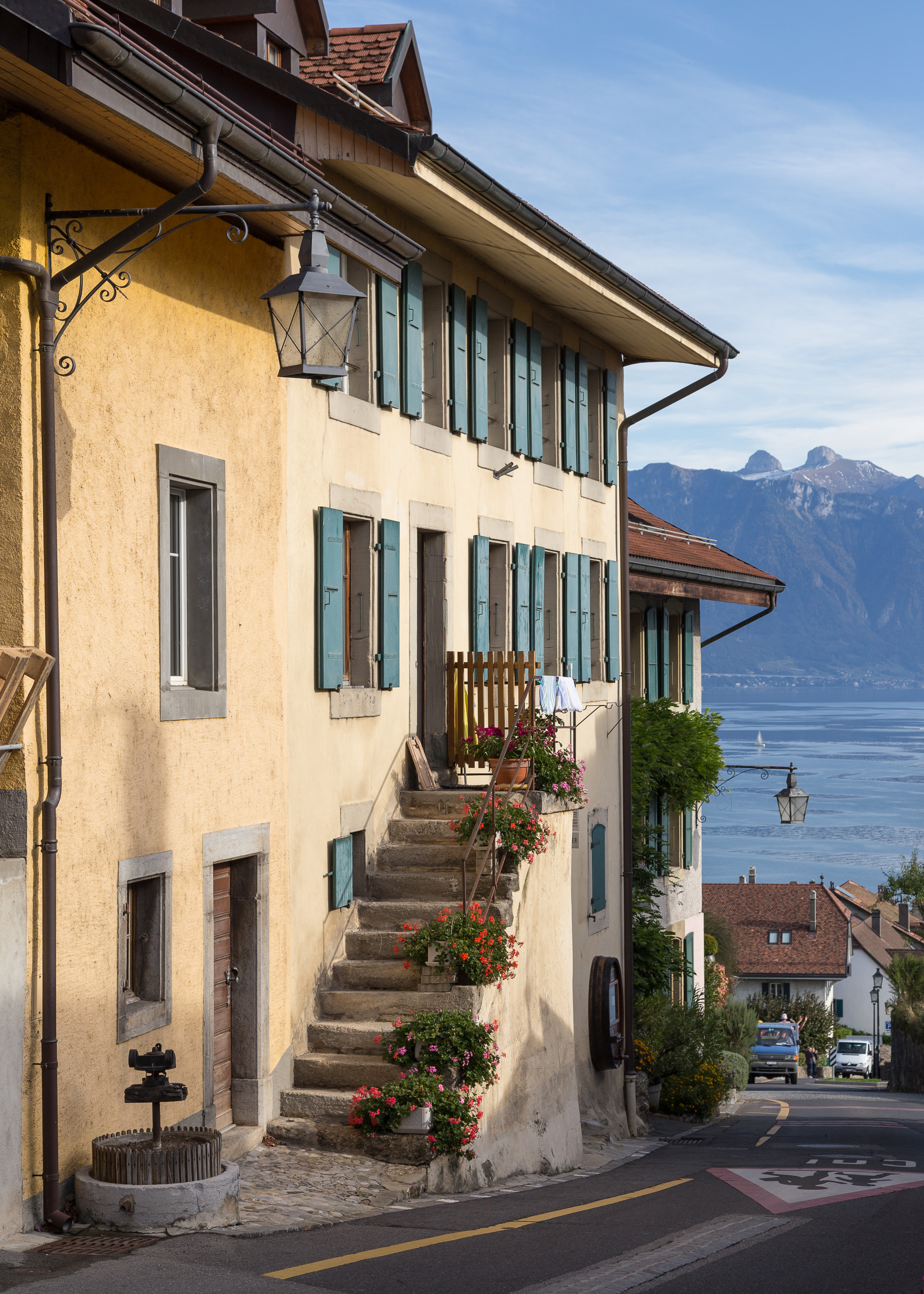
살라 거리

2010년 현재 리바의 실업률은 0.9%이다. 2008년 기준으로 1차 경제 부문에 61명이 고용되어 있으며, 이 부문에 약 17개 기업이 참여하고 있다. 7명이 2차 부문에 고용되었고, 이 부문에 4개의 기업이 있었다. 56명이 3차 부문에 고용되어 있으며, 이 부문에는 8개의 기업이 있다. 시정촌 주민은 169명으로 일정 정도 고용되었으며, 그중 여성이 전체 노동력의 44.4%를 차지했다.
2008년에 정규직에 상응하는 총 일자리 수는 98개였다. 1차 부문의 일자리 수는 41개였으며, 모두 농업에 있었다. 2차 부문의 일자리 수는 7개였으며, 그중 6개(85.7%)는 제조업에, 1개는 건설에 종사했다. 3차 부문의 일자리 수는 50개였다. 3차 부문에서 2명(4.0%)는 도소매 또는 자동차 수리, 15명(30.0%)는 호텔 또는 레스토랑, 30명(60%)는 정보 산업, 2명(4.0%)는 기술 전문가 또는 과학자, 1은 교육 부분에 종사했다.
2000년 기준으로 시정촌으로 출퇴근하는 근로자는 38명, 출퇴근 근로자는 108명이었다. 지자체는 근로자의 순수출 지자체로, 들어오는 1명당 약 2.8명의 근로자가 지자체를 떠나고 있다. 근로 인구 중 12.4%가 대중교통을 이용하여 출퇴근하고, 62.7%가 자가용을 이용하였다.

## 종교
2000년 인구 조사에 따르면 80명(25.2%)가 로마 가톨릭 신자였으며, 186명(58.7%)가 스위스 개혁 교회에 속했다. 나머지 인구 중 정교회 교인이 1명, 크리스찬 가톨릭 교회 신자가 1명, 다른 기독교 교인이 2명(전체 인구의 약 0.63%)이었다. 이슬람교가 1명, 다른 종교에 소속된 사람이 1명 있었다. 34명(인구의 약 10.73%)이 교회에 속하지 않았고, 불가지론자 또는 무신론자였으며, 11명(인구의 약 3.47%)이 질문에 대답하지 않았다.

## 교육
리바에서는 인구의 약 119명(37.5%)이 비필수 고등 중등 교육을 이수했으며, 72명(22.7%)이 추가 고등 교육(대학 또는 응용학문대학)을 마쳤다. 고등 교육을 마친 72명 중 54.2%가 스위스 남성, 31.9%가 스위스 여성, 6.9%가 비스위스계 남성, 6.9%가 비스위스계 여성이었다.
2009/2010 학년도에 리바 학군에는 총 52명의 학생이 있었다. 보주 주립 학교 시스템에서는 정치 구역에서 2년간의 의무가 아닌 유아원을 제공한다. 학년도 동안 정치 지역은 총 665명의 어린이에게 유치원 보육을 제공했으며, 그중 232명의 어린이(34.9%)가 보조금을 받는 유치원 보육을 받았다. 주의 초등학교 프로그램은 학생들이 4년 동안 출석해야 한다. 시립 초등학교 프로그램에는 34명의 학생이 있었다. 의무 중학교 과정은 6년 동안 지속되며, 해당 학교의 학생은 18명이었다.
2000년 기준으로 리바에는 다른 지자체에서 온 9명의 학생이 있었고, 39명의 거주자는 지자체 외부의 학교에 다녔다.

## 교통
지역 사회가 주요 도로에서 떨어져 있지만, 교통 면에서 여전히 잘 발달되어 있다. 호숫가의 주요 도로 9에서 연결은 Riex를 통해 셰브르까지 이어진다. 1974년에 개통된 A9 고속도로(로잔-시옹)에 가장 가까운 고속도로 연결은 마을에서 약 1.5km 떨어진 셰브르에 있다. 1861년 4월 2일, 로잔- 발레 철도 노선인 심플론선의 로잔-빌뇌브 구간이 리바역과 함께 운영 되기 시작했다.